# Clément de Fürstenberg
Clément Auguste Egon Sophie Charles Marie Joseph Walburge Prudentia Hubert de Fürstenberg (Mulheim, 21 maart 1846 - Remersdaal, 3 november 1926) was een Belgisch edelman van Duitse origine.

## Geschiedenis
- Van 1585 tot 1618 was Dietrich von Fürstenberg prins-bisschop van Paderborn.
- In 1660 verleende keizer Leopold I de titel baron van het Heilige Roomse Rijk aan graaf Frederik von Fürstenberg en zijn vier broers.
- Van 1661 tot 1678 was Ferdinand von Fürstenberg prins-bisschop van Paderborn en van 1678 tot 1683 prins-bisschop van Münster.
- Van 1789 tot 1825 was Franz Egon von Fürstenberg prins-bisschop van Paderborn en Hildesheim.
- In 1846 verleende Frederik Willem IV van Pruisen de titel graaf aan Franz-Egon III von Fürstenberg.

## Clément de Fürstenberg
Hij was een zoon van Franz Egon von Fürstenberg (zie hierboven) en barones Pauline von Romberg. Hij verkreeg in 1886 de grote Belgische naturalisatie en werd in 1887 ingelijfd in de Belgische erfelijke adel met de titel baron, overdraagbaar op alle afstammelingen. Hij werd burgemeester van Remersdaal.
Hij trouwde in Münster in 1867 met Marguerite von Lilien (1842-1907). Ze kregen vier dochters, die met Duitse edellieden trouwden, en een zoon, Adolphe, die voor nakomelingen zorgde.

## Adolphe de Fürstenberg
- Adolphe de Fürstenberg (1870-1950) trouwde in Brussel in 1900 met gravin Eliosabeth d'Oultremont de Wégimont et de Warfusée (1879-1953). Hij werd, net als zijn vader, burgemeester van Remersdaal.
  - Charles de FÜrstenberg (1902-1958), lid van het Belgisch Geheim Leger, trouwde in Brussel in 1930 met Madeleine de Villers de Waroux d'Awans de Bouilhet et de Bovenistier (1902-1983). Met afstammelingen tot heden.
  - Maximilien de Fürstenberg (1904-1988), kardinaal.